# Lód brzegowy

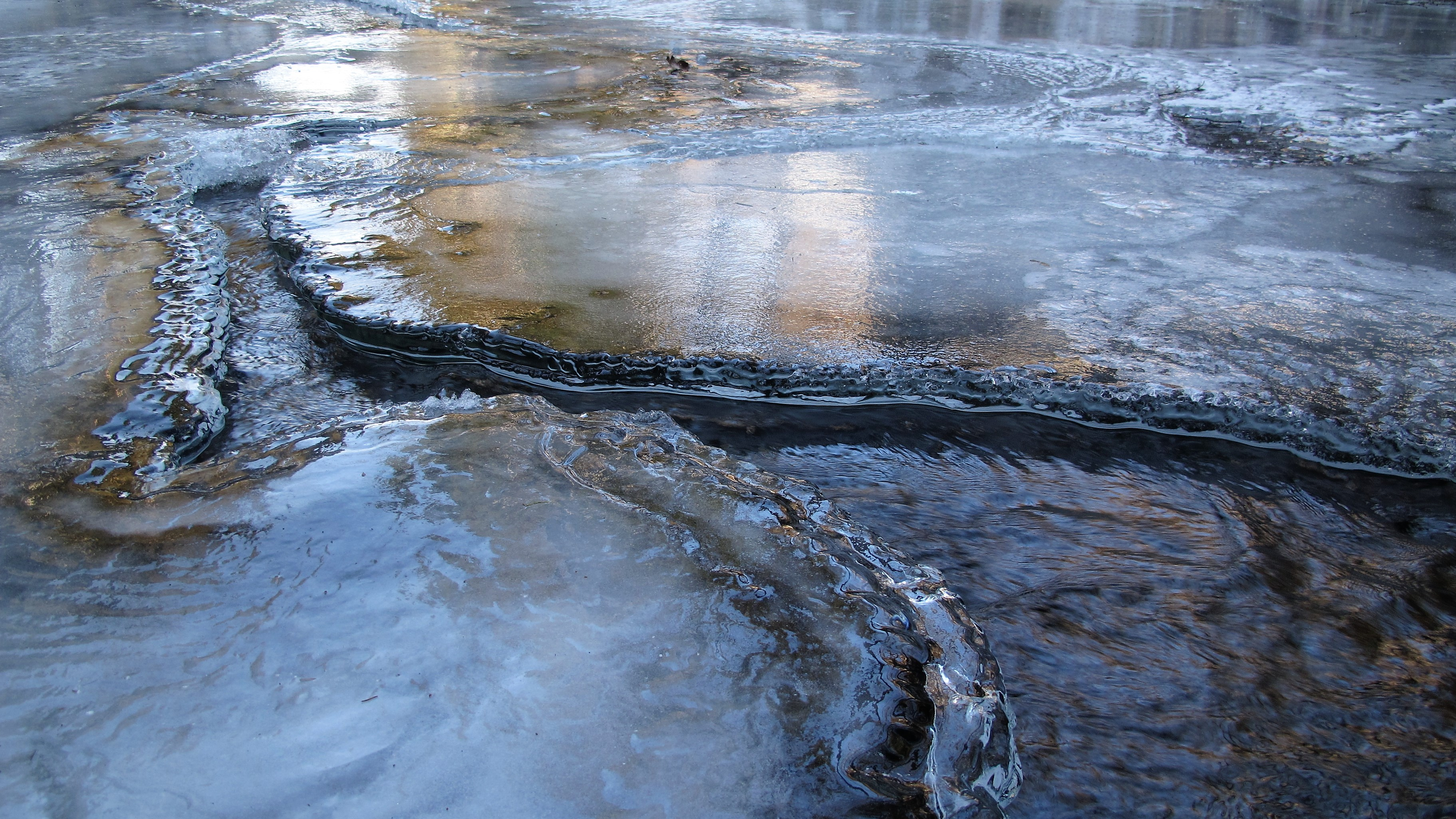
Wartki przepływ wody w strumieniu ogranicza utworzenie jednolitej pokrywy lodowej.

Lód brzegowy, lód przybrzeżny - sezonowa cienka pokrywa lodowa narastająca na powierzchni przy brzegu cieków lub zbiorników wodnych granicząca z jeszcze niezamarzniętą częścią akwenu. Narastanie lodu od brzegu wynika z wolniejszego ochładzania się toni wodnej w porównaniu do strefy brzegowej. W początkowym etapie lód brzegowy rozwija się w postaci cienkiego szkliwa wodnego (ang. ice rind), aż do utworzenia w sprzyjających warunkach grubej, jednolitej pokrywy lodowej.
Potocznie lodem brzegowym określa się lód osadzony na brzegu (ang. stranded ice) będący sporymi fragmentami kry lodowej lub lodowcowej (ang. glacier ice) wyrzuconej na brzeg dużych zbiorników wodnych przez fale, prądy, pływy. Podobnym zjawiskiem jest zwał lodu na mieliźnie (ang. grounded hummock) polegający na uwięzieniu kry lodowej na płyciźnie lub przy brzegu.